# Станьковице (район Литомержице)
Станьковице (чеш. Staňkovice, бывш. нем. Stankowitz) — муниципалитет на севере Чешской Республики, в Устецком крае. Входит в состав района Литомержице.
Один из самых малонаселённых муниципалитетов Чехии.

## География
Расположен на расстоянии 8,5 км по автодорогам к северо-востоку от города Литомержице и в 14,5 км по автодорогам к юго-востоку от центра края — города Усти-над-Лабем.
Граничит с муниципалитетами Житенице (с запада), Худославице (с юго-востока) и Тршебушин (с северо-востока), а также Малечов района Усти-над-Лабем (с севера).
Связан автобусным сообщением с городом Литомержице.

## Достопримечательности
- Часовня святого Прокопа 1868 года постройки.
- Водяная мельница.
- Рубленые и Фахверковые дома XVIII и XIX веков.

## История
Впервые упоминается в 1255 году.
С 1950-х по конец 1984 года был частью муниципалитета Погоржани, затем в первую половину 1985 года — муниципалитета Житенице, затем до конца 1991 года — муниципалитета Плосковице, в остальное время — самостоятельный муниципалитет.

### Изменение административного подчинения
- 1850 год — Австрийская империя, Богемия, край Ческа-Липа, политический и судебный район Литомержице;
- 1855 год — Австрийская империя, Богемия, край Литомержице, судебный район Литомержице;
- 1868 год — Австро-Венгрия, Цислейтания, Богемия, край Литомержице, политический и судебный район Литомержице[6];
- 1920 год — Чехословацкая Республика, Чешсколипская жупания[чеш.], политический и судебный район Литомержице;
- 1928 год — Чехословацкая Республика, Чешская земля, политический и судебный район Литомержице;
- 1938 год — Судетская область, округ Ауссиг, политический и судебный район Лейтмериц[7];
- 1945 год — Чехословацкая Республика, Чешская земля, административный и судебный район Литомержице[8];
- 1949 год — Чехословацкая республика, Устецкий край, район Литомержице[9];
- 1960 год — ЧССР, Северо-Чешский край, район Литомержице;
- 2003 год — Чехия, Устецкий край, район Литомержице, ОРП Литомержице.

## Политика
На муниципальных выборах 2018 года выбрано 7 депутатов муниципального совета из 7 кандидатов списка «Партия мира».

## Население
| Год  | Численность | Численность |
| ---- | ----------- | ----------- |
| 1869 | 234         | [ 11 ]      |
| 1880 | 229         | [ 11 ]      |
| 1890 | 220         | [ 11 ]      |
| 1900 | 224         | [ 11 ]      |
| 1910 | 219         | [ 11 ]      |
| 1921 | 196         | [ 11 ]      |
| 1930 | 184         | [ 11 ]      |
| 1950 | 115         | [ 11 ]      |
| 1961 | 91          | [ 11 ]      |
| 1970 | 82          | [ 11 ]      |
| 1980 | 56          | [ 11 ]      |
| 1991 | 30          | [ 11 ]      |
| 2001 | 32          | [ 11 ]      |
| 2014 | 55          | [ 12 ]      |
| 2016 | 46          | [ 13 ]      |
| 2017 | 43          | [ 14 ]      |
| 2018 | 40          | [ 15 ]      |
| 2019 | 38          | [ 16 ]      |
| 2020 | 40          | [ 17 ]      |
| 2021 | 33          | [ 18 ]      |
| 2022 | 32          | [ 19 ]      |
| 2023 | 32          | [ 20 ]      |
| 2024 | 33          | [ 21 ]      |
| 2025 | 35          | [ 3 ]       |

По переписи 2011 года в деревне проживало 44 жителя (из них 25 чехов и 19 не указавших национальность, в 2001 году — 100 % чехов), из них 25 мужчин и 19 женщин (средний возраст — 44,1 года).
Из 38 человек старше 14 лет 5 имели базовое (в том числе неоконченное) образование, 26 — среднее, включая учеников (из них 15 — с аттестатом зрелости), 5 — высшее (магистры).
Из 44 человек 20 были экономически активны (в том числе 4 безработных и 1 работающий пенсионер), 21 — неактивны (12 неработающих пенсионеров, 3 иждивенца и 6 учащихся).
Из 16 работающих 6 работали в сфере недвижимости, науки и управления, 3 — в сельском хозяйстве, по 2 — в промышленности и в транспортно-складской отрасли, 1 — на госслужбе.